# Toulouški Kapitol
Kapitol je srce občinske uprave francoskega mesta Toulouse in njegove mestne hiše in je zgodovinski spomenik; v njem sta danes mestna hiša in gledališče Capitol. Leta 1190 so se mestni svetniki odločili za gradnjo, da bi tam ustanovili sedež občinske oblasti. Je simbol mesta in je bil simbol moči več kot osem stoletij. Kapitol obkrožajo Kapitolski trg (place du Capitole) proti zahodu, Rue de la Pomme in Rue du Poids de l'Huile na jugu, trg Charles-de-Gaulle in Rue Ernest Roschach na vzhodu in Rue Lafayette proti severu.
Zgodovina te zgradbe se začne leta 1190, ko toulouški konzuli iščejo stavbo, v kateri bi imeli mestno hišo. Njihova ambicija je, da bi v 13. stoletju zgradili upravno mesto, obdano z obzidjem. Toda palačo, ki jo poznamo danes, so postavili capitouli (mestni svetniki, izvoljeni člani občinskega sveta, ki je to mesto vodil od ustanovitve te institucije leta 1147 do njegove odstranitve leta 1790) šele v 17. stoletju. Ime te mestne hiše je bilo sprva Capitulum (kapitelj) v okcitanščini: hiša svetnikov, ki so glasovali, podobno kot v cerkvenem kapitlju. Leta 1522 ga je Pierre Salmon, uradnik v mestni hiši, latinsko poimenoval ime v Capitolium, pri čemer se je skliceval na rimski Kapitol.
Lokacija ni bila izbrana naključno. Stoji daleč od grofovega gradu na robu mesta in nasproti stolpa starega galsko-rimskega obzidja . Svetniki so pridobili številne stavbe in objekte okoli mestne hiše, da bi združili upravne službe, arhive, zapor, sejne in sprejemne prostore. V 14. stoletju je mestna hiša tvorila utrjen kompleks, z vrati, ki ustrezajo območju sedanjega Kapitola na sedanjemu trgu Charles-De-Gaulle.
V 17. stoletju so želeli svetniki zgraditi občinsko palačo, edinstveno v Franciji. Njena gradnja je trajala skoraj dvesto let. Pročelje Capitoliuma, 135 m široka neoklasicistična fasada iz značilnih roza opek, je bilo zgrajeno leta 1750 po načrtih Guillauma Cammasa. Pročelje je bilo prvotno belo. Leta 1883 so ga ostrgali. Leta 1974, nato v letih 1987 in 1994 so fasade obnovili.
Osem marmornih stebrov fasade simbolizira prvih osem svetnikov. Takrat je bil Toulouse razdeljen na osem okrožij: capitoulats, ki ga je upravljal svetnik. Namen te fasade je bil skriti heterogeni niz stavb, ki jih sodniki niso mogli uskladiti. Gleda na Place du Capitole in ščiti dvorišče Henrika IV. Kot spominja spominska plošča, je bil leta 1632 na tem dvorišču obglavljen vojvoda Montmorency, sovražnik Richelieuja.
V preteklosti je bil kompleks večji, z dvoranami in gospodarskimi poslopji, ki so skozi stoletja zrasle tako, da so ustrezale potrebam. V 20. stoletju so bile zgradbe na 2 ha preoblikovane. Poleg tega sta le arhiv Tour des iz 16. stoletja in galerije Cour Henri IV iz 17. stoletja. Deli notranjosti izvirajo iz 16. stoletja. 
Kapitol je bil v središču spopadov med vstajami hugenotov v Toulousu leta 1562.